# Paludinella sicana
Paludinella sicana is een slakkensoort uit de familie van de Assimineidae. De wetenschappelijke naam van de soort is voor het eerst geldig gepubliceerd in 1876 door Brugnone.